# David Pérez Íñiguez
Pour les articles homonymes, voir Pérez.
Pérez  Íñiguez est un nom espagnol. Le premier nom de famille, en général paternel, est Pérez ; le second, en général maternel, souvent omis, est Íñiguez.
David Pérez Íñiguez (né le 30 décembre 1980,,) est un coureur cycliste espagnol, actif dans les années 2000. Bon grimpeur, il a remporté diverses courses chez les amateurs. Il a également évolué au niveau continental en 2006 au sein de la formation Atom.

## Palmarès
- 2003
  - San Gregorio Saria
  - 3e étape du Tour de Tenerife
  - 2e de la Cursa Ciclista del Llobregat
  - 3e de la Klasika Lemoiz
- 2004
  - San Juan Sari Nagusia
  - Bizkaiko Bira :
    - Classement général
    - 1re étape

  - Mémorial José María Anza
  - 2e du Circuito Sollube
  - 3e de la Subida a Gorla
- 2005
  - Xanisteban Saria
  - Vuelta a la Montaña Central de Asturias :
    - Classement général
    - 1re étape

  - 3e étape du Tour du Goierri
  - 2e de l'Andra Mari Sari Nagusia
  - 3e du Tour du Goierri